# Мартин сіроногий
Мартин сіроногий (Ichthyaetus audouinii) — вид мартинів з роду Ichthyaetus.

## Назва
Вид названо на честь французького натураліста Жана Віктора Одуена (1797—1841).

## Поширення
Вид поширений в Середземноморському регіоні. Розмножується від атлантичного узбережжя Марокко  на північ до Португалії та на схід до Кіпру та Туреччини, включаючи Балеарські острови, Корсику та Сардинію. Гніздові колонії облаштовує на скелястих берегах та безлюдних острівцях. Він зимує на узбережжі Північної та Західної Африки від Лівії на захід до Марокко та на південь до Мавританії, Гамбії, Сенегалу та Габону. Є невелика зимуюча популяція в східному Середземномор'ї вздовж узбережжя Егейського моря.

## Чисельність
Загальна популяція виду оцінюється у 20-25 тис пар, що становить приблизно 33 000-46 000 статевозрілих особин. Чисельність за країнами: 
- Іспанія (12 131 у 2017 році після різкого скорочення з 21 264 пар у 2006 році), головним чином острови Чафарінас і дельта річки Ебро, де найбільша колонія зменшилася з 15 396 пар у 2006 році до 1355 пар у 2019 році; раніше ця колонія містила близько двох третин світового населення;
- Алжир (100-600, хоча ця цифра є дуже невизначеною, і є надія, що Алжир отримав частину втрачених птахів із дельти Ебро [J. M. Arcos in litt. 2019]);
- Греція (350-500)
- Італія: переважно Сардинія і Тосканський архіпелаг (1190-1384 птахів); популяція демонструє загальну стабільність, але із різким збільшенням кількості нових колоній на півдні та зменшенням або навіть зникненням традиційних колоній на півночі;
- одна велика колонія в Португалії (2 663 пари в 2019 році після швидкого залишення перших двох колоній в країні);
- Франція: Корсика, (44-63);
- Кіпр (15-28):
- Хорватія (13-60): острівці та скелі в південній частині Адріатичного моря поблизу Корчули та півострова Пелєшац;
- Туреччина (47-90);
- Туніс (70-115);
- Марокко (50-300).

## Опис
Мартини середнього розміру з довжиною тіла 51 см. На голові, шиї, нижній частині та хвості вони білі, а на спині та верхній поверхні крил — світло-сірі. Дзьоб коралово-червоний з чорним кільцем біля жовтого кінчика, ноги темно-оливково-зелені. Здалеку очі, дзьоб і ноги здаються чорними.